# Rives-du-Loir-en-Anjou
Rives-du-Loir-en-Anjou község Franciaország Loire mente régiójában, Maine-et-Loire megyében. Új községként 2019. január 1-jén jött létre Villevêque és Soucelles korábbi községek egyesítésével. 
Az egyesüléskor az új község lélekszáma 5558 fő lett. Lakosainak száma 5642 fő (2022. január 1.).

## Népesség
| Lakosok száma | 5560 | 5618 | 5651 | 5642 | 5641 | 5642 |
|               | 2017 | 2018 | 2019 | 2020 | 2021 | 2022 |